# Abadía de Farfa
La abadía de Farfa fue una institución monástica situada en Fara in Sabina de la provincia de Rieti en la región del Lacio (Italia), que bajo el dominio imperial constituyó durante mucho tiempo un principado elcesiástico independiente.
En 2016, la abadía fue incluida en el bien serial «Paisaje cultural de los asentamientos benedictinos en la Italia medieval», recogido por Italia en su Lista Indicativa, paso previo a ser declarado patrimonio de la Humanidad.

## Historia
Algunas construcciones religiosas existían en el lugar durante el Bajo Imperio. Fue probablemente el obispado de Forum Novum del que se conoce al obispo Lorenzo Siro (554). Bajo los lombardos hubo una abadía que en el siglo VII se encontraba en ruinas. Tommaso de Moriana vino desde Jerusalén por una visión y la reconstruyó en el siglo VII. El siglo VIII recibió la protección del duque Faroald II de Spoleto que le cedió extensos territorios  otorgándole privilegios y se convirtió de hecho un estado independiente entre el dominio del papa y el ducado lombardo.
En el 774 el abad Probat cambió la política de amistad con los lombardos y se declaró a favor de los francos y en el 775 recibió de Carlomagno el privilegio de autonomía civil y religiosa. Carlomagno pernoctó unas semanas antes de ser coronado emperador. Fue aumentando su poder y en el siglo IX el abad Ingoald, incluso disponía de alguna nave comercial con franquicias. Fue en esta época cuando la abadía alcanzó su máximo esplendor, con acumulación de un tesoro muy importante, y fue cuando se construyeron los edificios que la llevaron a su máxima superficie.
A finales del siglo la abadía fue atacada por los árabes; el abad Pietro I y su gente resistieron durante siete años. Finalmente los monjes decidieron repartirse el tesoro y dividirse en tres grupos para intentar la huida: uno de ellos fue capturado y masacrado por los árabes; otro se estableció en Santa Vittoria de Materano, abadía que fundaron en Las Marcas; y el tercero dirigido por Ratfred llegó a Roma donde se refugió un tiempo, y pasado el peligro, en el 913, volvieron a Farfa. Pero ya la abadía había perdido la protección imperial y entró en decadencia; las familias romanas de los Crescenti, los Ottaviani y los Stefaniani usurparon muchas tierras de la abadía que, carente del tesoro y de ingresos relevantes, comenzó un rápido declive. Los monjes se enfrentaron entre ellos, y en un momento del siglo X, llegó a haber tres abades enfrentados dentro de los límites de la abadía.

## Resurgimiento

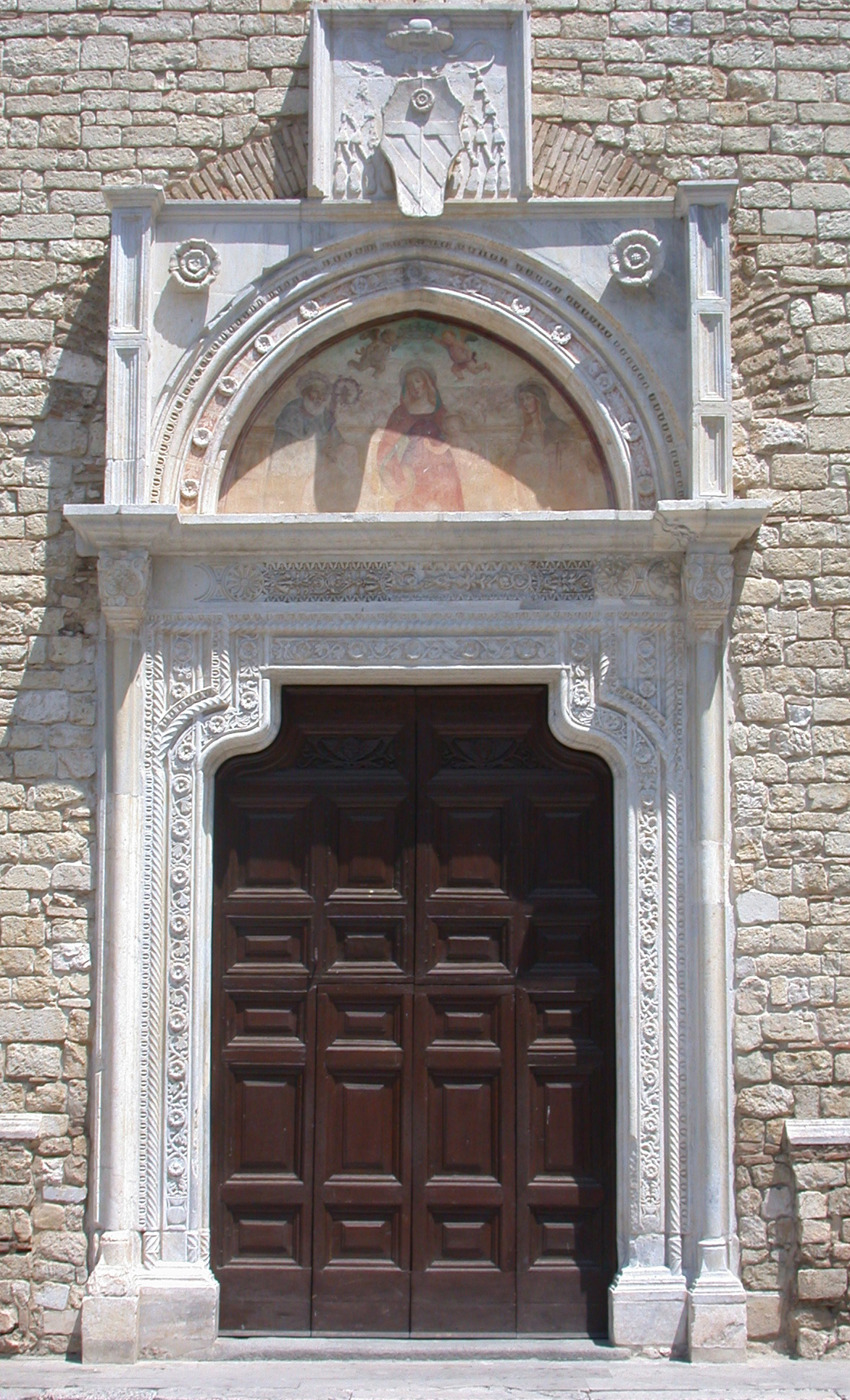
Puerta de la Iglesia.

Fue el abad Ugo I (997-1038) quien enderezó la situación y en el 999 introdujo la reforma de  Cluny. Con Bernardo I (1047-1089) recuperó su carácter de feudo inmediato imperial y se declaró a favor de  Enrique IV y contra el papa . El peligro de esta situación decidió a los monjes a trasladar la abadía a Monte Acuziano, pero las construcciones, de las que todavía quedan las ruinas, nunca se terminaron. Su máxima grandeza como feudo imperial fue después de las donaciones de 1118, donde el emperador Enrique V le reconocía (por donación o porque ya los poseía) establecimientos en Roma, y las tierras de Viterbo, Tarquinia, Orte, Narni, Terni, Spoleto, Asis, Perugia, Todi, Pisa, Siena, Camerino, Fermo, Ascoli, Senigallia, Osimo, Chieti,  Tivoli, L'Aquila y Molise, el puerto de Civitavecchia con la mitad de esta ciudad.

## Nueva decadencia
Pero en 1122 el Concordato de Worms puso la abadía bajo dependencia del papa. El abad Arnuf reconoció esta soberanía en 1125. Desde entonces entró en una lenta pero inexorable decadencia económica y en una crisis monástica.
Hacia la mitad del siglo XIV el abad fue excomulgado por no poder pagar el diezmo a la cámara apostólica. A principios del siglo XV Carbono Tomacelli, sobrino del papa Bonifacio IV, fue nombrado el primer abad comendatario; el sistema de las peticiones hechas a varias familias italianas dio un cierto resultado, y los Orsini hicieron algunas construcciones religiosas (la iglesia actual, que fue consagrada en 1496), y los Barberini ampliaron la aldea y favorecieron las dos ferias anuales, lo que mejoró el estado de los alrededores de la abadía de Farfa.
El 1798 la abadía fue saqueada por los franceses y el 1861 fue confiscada por el estado italiano. El 1921 fue asignada a la comunidad benedictina de San Paolo fuori le mura (San Pablo de extramuros)